# 와셔

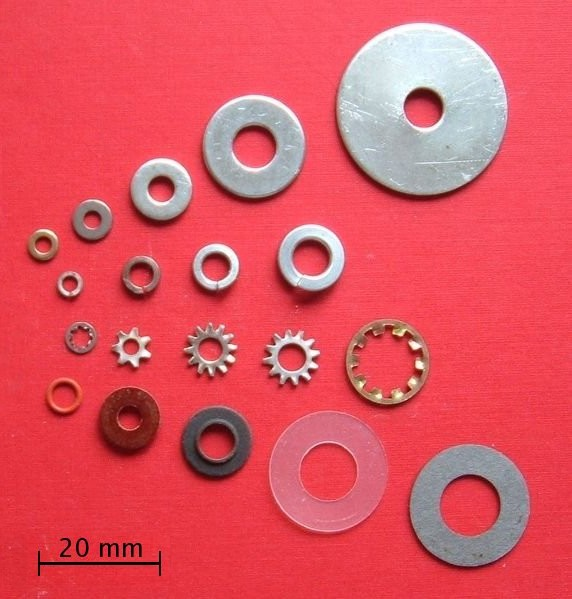
다양한 와셔: 플랫, 스플릿, 스타, 절연

와셔(영어: washer), 또는 나사받이, 자릿쇠는 볼트나 너트와 같은 나사 고정 장치의 부하를 분산시키기 위해 사용하는 구멍이 있는 얇은 판이다. 구멍은 보통 가운데 뚫려 있으며, 와셔 자체는 원 모양이 많으나 사각형도 있다. 스페이서, 스프링(벨빌 와셔, 웨이브 와셔), 마모패드, 예압 표시 장치, 잠금 장치, 진동 감소(고무 와셔) 용도로도 쓰인다.
와셔는 보통 쇠붙이나 플라스틱으로 만든다. 고품질의 볼트 조인트에는 경화된 강철 와셔를 사용하여 토크 적용 뒤 브리넬링으로 인한 예압 손실을 방지하여야 한다. 와셔는 특히 알루미늄 표면에 강철 나사를 절연함으로써 갈바니 부식을 방지하는 데 중요한 역할을 한다. 회전시키는 베어링의 용도로도 사용할 수 있다. 스러스트 와셔는 비용 대비 성능 측면이나 공간 제약으로 인하여 구름 베어링이 필요하지 않을 때 사용한다. 마모와 마찰을 줄이기 위해 표면을 경화하거나 고체 윤활제를 주입하는 방식으로 와셔에 코팅을 입힐 수 있다.
와셔의 어원은 알려져 있지 않은데, 이 단어를 처음 사용한 기록은 1346년이나, 그 정의가 기록된 것은 1611년이었다.
수도꼭지에 누수 방지용 밀봉으로 쓰이는 고무나 섬유 개스킷(패킹)을 입말로 와셔라고 부르기도 한다. 와셔와 개스킷은 비슷한 생김새이긴 하나 다른 기능으로 설계되어 다르게 만들어진다.